# Сяпся
Ся́пся (Ся́ньга, Са́пса, Ся́пса) — река в России, протекает по Пряжинскому району Карелии.
Исток — Сямозеро. Впадает в Вагатозеро, через которое протекает Шуя. Длина реки — 36 км, площадь водосборного бассейна — 1810 км². Притоки реки Сяпся: правые: 5 притоков б. н., р. Алхоноя, р. Ревзуно, приток б. н.; левые: 2 притока б. н. (один — из озера Тервалампи) (правых притоков больше, следовательно, со стороны правого берега больше возвышенность). Близлежащие болота: справа: Нийтутсуо; слева: Чувнойсуо, Сяпсясуо, Кивоянсуо (со стороны левого берега болот больше, там места низинные). Пороги: порог б. н., порог б. н., Горбункоски, Сарикоски. Мосты: железнодорожный, автомобильный, бревенчатый «Манин мост» на старой дороге Сямозеро — Сяньга — Киндасово — Пряжа.

## Данные водного реестра
По данным государственного водного реестра России относится к Балтийскому бассейновому округу, водохозяйственный участок реки — Шуя, речной подбассейн реки — Свирь (включая реки бассейна Онежского озера). Относится к речному бассейну реки Нева (включая бассейны рек Онежского и Ладожского озера).
Код объекта в государственном водном реестре — 01040100112102000014455.

## Дополнительная информация
Река Сяпся использовалась для молевого сплава леса до 1963 года. Древесину заготавливали на берегах озера Сямозеро и берегах рек и ручьев, впадающих в него (Малая Суна, Судак, Кивач и др.). Затем бревна сплавляли по озеру до истока реки Сяпся, вниз по реке до устья в озере Вагатозеро, далее вниз по Шуе до её устья в оз. Логмозеро, где расположен Соломенский лесозавод (около Петрозаводска). На некоторых участках перевозку осуществляли буксиры. В 1980-е годы проводили работы по очистке дна реки от топляков.

## Происхождение названия
Описание озера Сямозеро, в котором упоминается о реке Сяпся, есть в 32 томе «Энциклопедического словаря Брокгауза и Ефрона» на с. 411. В статье говорится о речке Сям, вытекающей из Сямозера и впадающей в озеро Сагозеро, через которое протекает река Шуя. Как известно, такая речка единственная — Сяпся. На картах и в водном реестре до сих пор часто встречается название Сяньга. Можно предположить, что первоначально река Сяпся имела название Сям, которое изменилось на Сяньга и позднее Сяпся. Это связано с тем, что на берегах Сямозера проживало много карел-ливвиков. Название озера Сямозеро объясняется следующей гипотезой. По новгородским книгам и записям XVI века и более ранним озеро известно как Сям озеро или Сам озеро, а жители — сямезерцы. По мнению ученых, название идёт от древнего šämä (саамы), то есть «Саамское озеро», саамы были одними из первопоселенцев Сямозерья.